# Artem Chebotarev
Artem Chebotarev est un boxeur russe né le 26 octobre 1988 à Stepnoye dans l'oblast de Saratov.

## Carrière
Il est médaillé d'or dans la catégorie des poids moyens lors des championnats d'Europe de boxe amateur 2010 à Moscou et médaillé de bronze dans la même catégorie lors des championnats du monde de boxe amateur 2013 à Almaty.
Chebotarev participe au tournoi de boxe des poids moyens des Jeux olympiques d'été de 2016 à Rio de Janeiro. Il est éliminé en huitièmes de finale par l'Azerbaïdjanais Kamran Şahsuvarlı.

## Référence
1. ↑  (en) Résultats des championnats du monde de boxe amateur 2013 (amateur-boxing.strefa.pl)